# White Anglo-Saxon Protestant

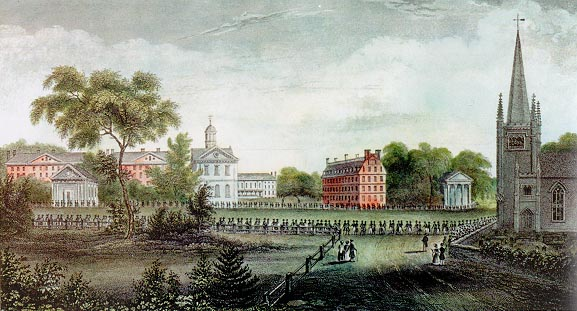
La Universidad de Harvard fue principalmente blanca y protestante hasta el siglo XX.

En Estados Unidos, los WASP (del inglés, White Anglo-Saxon Protestant) son el grupo de blancos anglosajones y protestantes de clase alta, generalmente de origen británico, que forman la élite del país y que han dominado la política, la economía y la cultura estadounidenses durante la mayor parte de su historia.
Se trata de un término informal, descriptivo de un grupo social cerrado de estadounidenses de elevada posición social, descendientes de británicos y de religión protestante que históricamente ha ostentado el poder social y económico en los Estados Unidos, y es asociado a los estadounidenses blancos que defienden los valores tradicionales y rechazan la influencia de cualquier etnia, nacionalidad o cultura ajena a la suya. Se emplea para referirse a los estadounidenses y británicos blancos cristianos protestantes, excluyendo judíos, católicos, negros, asiáticos, eslavos, amerindios, gitanos, italianos, turcos e hispanos. El término es utilizado con similar significado en Australia y Canadá.
Su asociación con el poder establecido en los Estados Unidos, entre otros aspectos, por su estrecha relación con los Big Three, es decir, las universidades de Harvard, Yale y Princeton, sobre todo, pero también con la Ivy League en general, ha ido disminuyendo en los cien últimos años. Así, de acuerdo con Jerome Karabel, catedrático de Sociología de la Universidad de California en Berkeley, cuando el que sería presidente de los Estados Unidos años después, Franklin D. Roosevelt, estudiaba en Harvard, el 85 % de los alumnos allí, como en la mayor parte de las instituciones estadounidenses, eran WASP, mientras que en el año 2000, esta cifra se había visto reducida al 20 %. En la década de 1950, esta clase social todavía dominaba la vida política, académica y militar, además del mundo empresarial. Sin embargo, tanto la Gran Depresión como la Segunda Guerra Mundial ya habían mostrado las ventajas de la meritocracia, y fue precisamente Roosevelt el que más nombramientos de cargos para su administración hizo de personas provenientes de otros grupos sociales: más que todos los anteriores presidentes de los Estados Unidos juntos.
El presidente estadounidense John F. Kennedy, católico y de origen irlandés (es decir, celta y no anglosajón), fue el primer presidente del país que no era un WASP.
En 2012, por primera vez en su historia, el Tribunal Supremo de los Estados Unidos no contó con ningún juez de religión protestante, aunque todos sus miembros habían estudiado en Harvard, al igual que el primer presidente negro del país Barack Obama (quien sin embargo, sí es protestante), o en Yale.